# Opposition (Linguistik)
In der Allgemeinen Linguistik ist die Opposition eine Beziehung zwischen sprachlichen Einheiten, die man gegeneinander austauschen kann, ohne dass der Kontext dadurch ungrammatisch wird. Durch den Austausch der Elemente erhält man unterschiedliche Wörter oder Sätze. Opposition und Kontrast sind in der strukturellen Linguistik Begriffe für zwei grundsätzlich verschiedene Arten von Beziehungen zwischen sprachlichen Elementen, die als paradigmatische (Opposition) und syntagmatische Beziehung (Kontrast) bezeichnet werden.

## Begriffsherkunft
Die Bezeichnung Opposition wurde zuerst von Nikolai Trubetzkoy (1939) eingeführt, als er die Prinzipien der Phonologie darstellte. Zusammen mit dem Gegenbegriff Kontrast spielt er seitdem eine wichtige Rolle in der strukturellen Linguistik.

## Beispiele für eine Opposition
Sprachliche Zeichen können mehrdeutig sein wie das Oppositionspaar „Tag“ und „Nacht“, wobei Tag sowohl als Gegensatz zur Nacht betrachtet werden als auch die Nacht einschließen kann („Sie lebte 12 Tage in Berlin“); gemäß dem Linguisten Roman Jakobson (1896–1982) wird dies „inklusive Opposition“ genannt.
Betrachtet man ein Wortpaar wie „Bett“ und „Fett“ (= Minimalpaar), so sieht man, dass durch Austausch des Sprachlauts [⁠b⁠] durch den Laut [⁠f⁠] (oder umgekehrt) ein anderes Wort entsteht. In diesem Fall stehen die beiden Laute in Opposition und damit in einer paradigmatischen Beziehung zueinander; dies bedeutet, dass sie Realisierungen verschiedener Phoneme sind. Solche Lautoppositionen sind für die Unterscheidung oder auch Identifizierung von Wörtern bedeutsam. Laute gehören dann zu verschiedenen Phonemen, wenn sie wie im Falle von „Bett“ und „Fett“ Oppositionen bilden können.

## Bedeutung der Oppositionen
Einheiten können sehr unterschiedliche sprachliche Gebilde sein. Wichtig ist nur, dass sie sich unterscheiden. Zum Beispiel sind /⁠d⁠/ und /⁠t⁠/ unterschiedliche Phoneme in der deutschen Sprache. In einigen Dialekten kann die Unterscheidung verschwinden; so fallen /d/ und /t/ in der sächsischen Aussprache in vielen Wörtern zusammen. In einem solchen Fall kann man Wörter wie „Handel“ und „Hantel“ oder „Dank“ und „Tank“ lautlich nicht mehr unterscheiden und ist daher ausschließlich auf den Kontext angewiesen.
Sehr oft besteht eine Opposition zwischen nur zwei Einheiten. Eine Opposition kann aber auch zu mehr als einer anderen Einheit bestehen; so steht zum Beispiel das Wort „Frau“ in Opposition zu „Mann“, aber auch zu „Mädchen“, „Kind“, „Baby“, weniger direkt auch zu „Katze“, „Tisch“, „Stuhl“ usw. Eine ganze Kette von Lautoppositionen zwischen den Vokalen der Wortstämme bilden Wörter wie „baten“ – „bäten“ – „betten“ – „beten“ – „bieten“ – „boten“ – „buhten“.
Eine besondere Rolle spielt die Opposition bei der Betrachtung binärer Relationen und innerhalb der Phonologie. Komplexe kontinuierliche Zusammenhänge werden dabei auf die Unterscheidung von gegensätzlichen Werten vereinfacht.